# Radim Mareš
Radim Mareš (* 28. května 1940) je český vědec a vysokoškolský pedagog.

## Život a dílo
Vystudoval na Vysoké škole strojní a elektrotechnické v Plzni. Po absolvování nastoupil jako na katedru hydromechaniky a termoemechaniky. Po sloučení této katedry s katedoru turbín vznikla katedra energetických strojů a zařízení, kde se stal vedoucím oddělení mechaniky tekutin a termomechaniky. Na úrovni mezinárodní aktivity se orientuje na termodynamické vlastnosti reálných tekutin. V roce 1972 získal titul CSc., v roce 1980 docenturu a v roce 1999 profesuru. Zaměřuje se zejména na termofyzikální vlastnosti vody a páry. Podílel se na řadě významných projektů a realizačních akcí. Je autorem a spoluautorem více než 100 publikací. Mezi nejvýznamnější patří: Tabulky termodynamických vlastností vody a vodní páry.
Zúčastnil se s výsledky svých prací řady mezinárodních konferencí. Na problematice termofyzikálních vlastností tekutin pracoval ve Velké Británii, Japonsku, Švédsku a Německu. Je členem pracovní skupiny Průmyslové výpočty a pracovní skupiny Termofyzikální vlastnosti vody a vodní páry IAPWS (Mezinárodní asociace pro vlastnosti vody a vodní páry). Je poradcem v síti EKIS (Energetická konzultační a informační střediska) České energetické agentury.
V roce 2011 dostal ocenění Honorary Fellow za vytvoření rovnice pro termodynamické vlastnosti vodní páry při vysokých teplotách. Tuto rovnici v roce 1997 přijala organizace IAPWS (The International Association for the Properties of Water and Steam) a doporučila ji jako součást celosvětového standardu pro průmyslové výpočty.